# Zenepos totolirata
Zenepos totolirata là một loài ốc biển, là động vật thân mềm chân bụng sống ở biển trong họ Conidae.